# ROPN1
ROPN1 (англ. Rhophilin associated tail protein 1) – білок, який кодується однойменним геном, розташованим у людей на 3-й хромосомі. Довжина поліпептидного ланцюга білка становить 212 амінокислот, а молекулярна маса — 23 893.
| 10         |  | 20         |  | 30         |  | 40         |  | 50         |
| ---------- |  | ---------- |  | ---------- |  | ---------- |  | ---------- |
| MAQTDKPTCI |  | PPELPKMLKE |  | FAKAAIRVQP |  | QDLIQWAADY |  | FEALSRGETP |
| PVRERSERVA |  | LCNRAELTPE |  | LLKILHSQVA |  | GRLIIRAEEL |  | AQMWKVVNLP |
| TDLFNSVMNV |  | GRFTEEIEWL |  | KFLALACSAL |  | GVTITKTLKI |  | VCEVLSCDHN |
| GGSPRIPFST |  | FQFLYTYIAK |  | VDGEISASHV |  | SRMLNYMEQE |  | VIGPDGIITV |
| NDFTQNPRVQ |  | LE         |  |            |  |            |  |            |

A: Аланін

C: Цистеїн

D: Аспарагінова кислота

E: Глутамінова кислота

F: Фенілаланін

G: Гліцин

H: Гістидин

I: Ізолейцин

K: Лізин

L: Лейцин

M: Метіонін

N: Аспарагін

P: Пролін

Q: Глутамін

R: Аргінін

S: Серин

T: Треонін

V: Валін

W: Триптофан

Кодований геном білок за функцією належить до фосфопротеїнів. 
Задіяний у такому біологічному процесі, як альтернативний сплайсинг. 